# Ryuolivier Iwamoto
Ryuolivier Iwamoto (født 3. april 1996) er en japansk fodboldspiller.
Han har spillet for flere forskellige klubber i sin karriere, herunder Júbilo Iwata, Vanraure Hachinohe og Gainare Tottori.